# Mariano Moro
Mariano Moro é um município do estado brasileiro do Rio Grande do Sul.

## Geografia
Pertence à Mesorregião do Noroeste Rio-Grandense e à Microrregião de Erechim. É um município que conta com as águas do rio Uruguai e faz divisa fluvial com o estado de Santa Catarina.